# 이용만 (1933년)
이용만(李龍萬, 1933년 ~ , 강원도)은 대한민국의 관료이자 금융인이다. 재무부 장관(1991년~1993년), 우리금융지주 이사회 의장 등을 지냈다.
2025년 5월 11일 '이용만 해주세요'라는 채널으로 유튜브를 시작했다.

## 학력
- 고려대학교 행정학 학사

## 경력
- 재무부 기획관리실장
- 재무부 재정차관보
- 외환은행장
- 은행감독원장
- 제35대 재무부 장관
- 우리금융지주 이사회 의장

## 역대 선거 결과
| 실시년도 | 선거 | 대수 | 직책     | 선거구   | 정당         | 득표수      | 득표율        | 순위          | 당락 | 비고      |
| -------- | ---- | ---- | -------- | -------- | ------------ | ----------- | ------------- | ------------- | ---- | --------- |
| 2000년   | 총선 | 16대 | 국회의원 | 비례대표 | 자유민주연합 | 1,859,331표 | \| \| 9.8% \| | 비례대표 10번 | 낙선 | 승계 불능 |
|          | 9.8% |      |          |          |              |             |               |               |      |           |

| 전임 고병우 | 제9대 재무부 제1차관보 1977년 9월 15일 ~ 1980년 5월 28일 | 후임 이규성 |

| 전임 박종석 | 제12대 은행감독원 원장 1990년 3월 29일 ~ 1991년 5월 26일 | 후임 황창기 |

| 전임 정영의 | 제36대 재무부 장관 1991년 5월 27일 ~ 1993년 2월 24일 | 후임 (부총리 겸 재정경제원 장관)홍재형 |

1. ↑  “한국 최고령 신입 유튜버 "이용만" 해주세요!”. 《유튜브》. 2025년 5월 11일. 2025년 5월 18일에 확인함.